# 重度障害者用意思伝達装置
重度障害者用意思伝達装置（じゅうどしょうがいしゃよういしでんたつそうち）はコミュニケーション支援用具の一種で、身体障害者に給付される補装具としての名称。

## 概要
外観上の本体は一般的なパーソナルコンピュータで、操作に必要なスイッチ・リモコン類、プリンタが接続される。
かぎりなくゼロに近いわずかな身体動作で、自分以外の存在（=他者）に“思考”を伝えるための福祉機器である。
単に「意思伝達装置」と称されることもある。

## 経緯
2006年以前、重度障害者用意思伝達装置は「日常生活用具」に分類され、公的給付の対象に制約があった。例えば、パソコンは日常生活用具として広く使われていたため、補装具としての公的支援の対象外とされていた。
しかし、2006年10月の法改正（平成18年9月29日 厚生労働省告示528号）で、これらの装置が「補装具」に再分類された。この改正により、装置本体だけでなく、操作スイッチ（例: 接触入力スイッチ、筋電スイッチ）も補装具の対象となり、公的給付の範囲が拡大した。
その後の改正では、2010年（平成22年3月31日 厚生労働省告示124号）と2012年（平成24年3月30日 厚生労働省告示277号）で購入・修理基準が更新され、2013年（平成25年1月18日 厚生労働省告示6号）で最終的に障害者手帳を持たない重度疾病患者も対象に含まれるようになった。
これにより、対象者の範囲が広がり、支援の柔軟性が向上した。

## 装置詳細

### 対象者
- 発音・発語だけでなく、書字等の指先動作さえも困難な状態にある、とりわけ重度とされる身体障害者。
- 進行した筋萎縮性側索硬化症(ALS)、高位の頸髄損傷のほか、重度の関節リウマチ、脳性麻痺、筋ジストロフィーなど、思考が正常かつ身体の自由が著しく制限されている疾病が対象となりうる。

### 操作方法
- スイッチひとつを作動させるだけで操作が可能。複数項目の選択についてはオートスキャン機能により装置側で自動的に切り替わっていくので、本人への要求動作はきわめて小さい。

### 形態
- 実体はパーソナルコンピュータの中にインストールされたソフトウェア。
- 外観はデスクトップ型、ノート型、タブレット型いずれかのパーソナルコンピュータに、出力機器としてプリンタが付属される。
- Microsoft Windows上で動作している一プログラムであるため、ポップアップ等により、本ソフトより上でプログラムが動作すると操作不能に陥る。
- 正式にサポートされているのはWordとExcelのみで、それ以外のアプリケーションのインストールは保証外となる。
- また、イギリスにおいて補助金の給付対象となっている機器は、専用機の扱いとなるためいかなるソフトのインストールも認められない。

### 機能
- 日常的なコミュニケーションについて
  - 文章入力・作成・保存
  - 定型文の登録
  - 合成音声による発語

などにより、“自発的な意思の表出”が可能となる。
- パソコンとしての機能
  - プリンタによる印刷
  - 電子メールの送受信
  - ウェブブラウジング（WEBサイトの閲覧等）
  - 作成データの保存
- 外部機器の操作
  - リモコン操作が可能なテレビやオーディオといった機器を、付属リモコンで統合制御できる機種がある。

## 現在の国内法制度
現在の制度では、重度障害者用意思伝達装置は厚生労働省の通知に基づき補装具として認可されている。対象となる装置には以下が含まれる。
| 装置の種類                   | 価格例（円）       | 備考                              |
| ---------------------------- | ------------------ | --------------------------------- |
| ソフトウェア一体型専用機     | 120,000～1,700,000 | 例: 「Let’s Chat」「My-Toby P10」 |
| テキストスキャン入力（簡易） | 143,000            | 5年耐用年数                       |
| 環境制御装置（高度）         | 450,000            | 高度な機能付き                    |
| バイオシグナル検知装置       | 変動               | 脳波や血流変化を利用              |

操作スイッチも補修対象で、以下のような費用が設定されている。
| スイッチの種類   | 価格例（円） |
| ---------------- | ------------ |
| 接触入力スイッチ | 10,000       |
| 筋電スイッチ     | 80,000       |
| 光電スイッチ     | 50,000       |
| 呼吸スイッチ     | 35,000       |
| 静電容量スイッチ | 40,000       |

これらのスイッチは、障害の進行に伴い交換が可能で、必要に応じて追加申請が可能。対象者は、上肢、下肢、言語機能に重度の障害があり、装置なしでは意思疎通が困難な者で、2013年の改正で障害者手帳を持たない重度疾病患者も対象に含まれるようになった。
取得手続きは、身体障害者リハビリテーション相談窓口での評価が必要。理学療法士や作業療法士がデモ機を使用して適合性を評価し、一部の相談窓口ではデモ機が不足する場合もあるが、書類審査で対応可能な場合もある。

## 装置の種類と費用
装置の価格は、機能や複雑さによって大きく異なる。例として、ソフトウェア一体型の専用機は12万円から170万円と幅広く、バイオシグナル検知装置は個別のニーズに応じて価格が変動する。スイッチの補修費用も重要で、接触入力スイッチは1万円、筋電スイッチは8万円と、障害の程度や操作方法に応じて選択される。これらの費用は、厚生労働省の通知に基づき設定されており、購入・修理基準は定期的に見直されている。

## 給付
いくつかの国においては、身体障害者手帳による公的援助が受けられる。
日本では2006年10月より、補装具認可となり、スイッチも対象となった。申請先は、各自治体のの障害福祉窓口。
当該国・地域の身体障害者手帳における等級が該当すれば、いつでも申請可能だが、ALSは進行性疾患であるため、手帳の等級変更手続き、本人の受容等、ほかの疾患にくらべて課題が多い国も多い。

（本来、身体障害者手帳は症状固定を前提としてつくられているため。）
行政・医療機関・取扱業者がほぼ同時進行で対応を要求される、多職種連携の典型である。とくに身体障害者更生相談所との連絡・連携は必須である。

## ガイドライン
イギリスでは高度障害者向けガイドライン協会が指針を提供している。
日本では、日本リハビリテーション工学協会が「重度障害者用意思伝達装置」導入ガイドラインを策定しているが、障害の多様性・急変性と、経験者の少なさから、関係者には一読の価値がある。

## 国際比較
イギリスの場合、重度障害者用意思伝達装置（AAC: Augmentative and Alternative Communication）は、NHS（National Health Service）によって一部負担で提供されることがある。しかし、NHSが負担できない場合、慈善団体が支援を提供する。例えば、The Sequal Trustは、電子通信援助装置（例: Eye Gaze、Grid Pad、Lightwriter）の資金提供や調達支援を行っている。また、Communication Mattersのファクトシートでは、資金調達のガイドラインが提供されている。
他の国々でも同様の支援制度が存在するが、具体的な法制度や資金源は国ごとに異なり、日本のような公的給付の枠組みが必ずしも整備されていない場合もある。